# Walther WA 2000
WA2000 (Walther Automat 2000) — снайперская винтовка компоновки булл-пап, разработана оружейным концерном «Walther».

## Конструктивные особенности
Винтовка имела модульную конструкцию, что обеспечивало быструю смену стволов и затворов с помощью соединительной муфты, расположенной над пистолетной рукояткой. В комплект винтовки входят 2 сменных ствола и 2 затвора под патроны 7,62×51 мм (.308 Винчестер) и 7,5×55 мм.
Винтовка изготовлена по схеме «булл-пап», которая позволила сохранить длину ствола, свойственную снайперским винтовкам, но уменьшить общую длину оружия. WA-2000 — самозарядная винтовка, автоматика которой действует за счёт отвода пороховых газов из канала ствола. Запирание канала ствола при выстреле осуществляется поворотом затвора на 60 градусов с постановкой на 7 боевых упоров. Защита от случайных выстрелов обеспечивается неавтоматическим предохранителем, флажок которого находится на правой стороне ствольной коробки над спусковым крючком. Ход флажка составляет всего 2 мм. Ствол крепится к ствольной коробке резьбовой муфтой. Ствол винтовки тяжёлый, «плавающий», имеет продольные долы (рифлёный ствол) для облегчения и лучшего охлаждения, а также дульный тормоз-компенсатор, обеспечивающий снижение отдачи. Ударно-спусковой механизм, для удобства отладки и регулировки, выполнен на отдельном блоке. Его усилие можно варьировать от 1,2 до 1,4 кг, а также регулировать ход спускового крючка. Предохранитель расположен над спусковым крючком. Помимо предохранителя на правой стороне ствольной коробки находятся: окно для выбрасывания стреляных гильз, рукоятка взведения затвора и клавиша затворной задержки.
Открытый прицел у винтовки отсутствует. На крышке ствольной коробки предусмотрено крепление для установки оптических и ночных прицелов. Стандартным оптическим прицелом устанавливался Schmidt&Bender 2.5-10x60. Сошки имеют нестандартную конструкцию, их поворотный узел может перемещаться по специальной шине, расположенной над стволом. Винтовка как бы висит под узлом крепления сошек, что положительно сказывается на удобстве прицеливания. Такая конструкция в сочетании с небольшой общей длиной оружия обеспечивает удобство стрельбы практически из любого положения. Деревянная ложа регулируется под стрелка по длине приклада и расположению упора для щеки.
из-за особенности конструкции, из винтовки невозможно стрелять с левого плеча, так как у винтовки окно выброса гильз находится очень близко к стрелку. На винтовке не предусмотрена смена стороны выброса стреляных гильз на левую сторону.
Характеристики:
- Ёмкость магазина: 6 патронов.
- Магазинная защёлка: за приёмником магазина, в прикладе.
- Принцип действия: энергия пороховых газов.
- Механизм взвода: двухсторонняя рукоятка взвода.
- Режим стрельбы: полуавтоматический.
- Механизм запирания: вращающийся затвор с 7 боевыми упорами.
- Масса: 7,9 кг включая оптический прицел.
- Прицел: оптический Schmidt & Bender[англ.] 2,5-10 x 56 или на заказ.
- Предохранительные устройства: с левой стороны ствольной коробки над спусковой скобой.
- Приклад: выполненный по схеме «Буллпап» из дерева, пластика или лёгкого металла.

## История производства
Разработка оружия началась в 70-80ых годах. Наряду с полной модернизацией силовых служб, оружейному концерну «Вальтер» было поручено разработать эффективное в городских условиях и высокоточное оружие.
Винтовка выпускалась с 1982 года до ноября 1988 года. Производство было прекращено по причине чрезмерной себестоимости изделия (компания Walther предлагала этот снайперский комплекс по цене 9885 немецких марок) по сравнению с другими снайперскими винтовками (для сравнения, в 1982 году снайперская винтовка «Штайер» SSG-69 предлагалась по цене 1974 доллара США). Последние экземпляры были реализованы в 1988 году по цене от 9 до 12,5 тыс. долл. США.
В настоящее время является коллекционной редкостью в связи с малым количеством выпущенных экземпляров. По некоторым оценкам, в настоящее время стоимость одной винтовки WA2000 колеблется около 40-50 тысяч долларов, по некоторым сведениям — до 75 тысяч долларов. По данным компании Walther, выпущено было всего 176 винтовок этого типа. Остальные образцы выпущены сторонними оружейными мастерами в виду большой популярности этой винтовки среди коллекционеров.
Специалисты отмечают отличную эргономику оружия, свойственную многим немецким, австрийским и швейцарским разработкам.
Применение возможно лишь в качестве «полицейской» винтовки, обусловлено крайне низкой устойчивостью к загрязнению, и также имело ряд недоработок.

## Применяемые боеприпасы
Изначально винтовка разрабатывалась под четыре типа патронов: 7,62×67 мм (.300 Winchester Magnum), 7,62×51 мм НАТО, 7,5х54 мм французский винтовочный патрон и 7,5x55 мм швейцарский винтовочный патрон
При этом основным патроном предполагали использовать .300 Винчестер Магнум (.300 Win. Mag.). Этот патрон создали на базе крупнокалиберного патрона .338 Винчестер Магнум (обеспечивающего высокую точность на средних дистанциях и использующегося полицейскими снайперами), но широкого распространения у военных и полицейских служб он не получил. В настоящее время используется как охотничий (для чего и был разработан).

## Страны-эксплуатанты
- Федеративная республика Германия[2]
- Канада - некоторое количество винтовок было ввезено в страну и поступило в продажу в качестве гражданского оружия. Однако 5 декабря 2024 года правительство Канады законодательно запретило владение этим оружием[3].

## В кинофильмах и компьютерных играх
В связи с необычным внешним видом и общей экзотичностью данной винтовки, она упоминается в литературно-художественных произведениях, кинофильмах, мультфильмах и компьютерных играх.
- В фильме Доберман режиссёра Яна Кунена, один из персонажей фильма, Маню, застрелил полицейского во время ограбления банка. Винтовка является автоматической, однако Маню пользуется затвором после каждого выстрела.
- В фильме 1987 года Искры из глаз Бонд использует данную винтовку во время прикрытия бегства генерала КГБ.
- Фигурирует в мультсериале Спецагент Арчер, в 9 серии 2 сезона.
- Винтовку можно получить у поставщиков в сетевой игре Warface. После получения, также, её можно купить за варбаксы.
- «Разжигатель разбойника» из игры Team Fortress 2 очень похож на винтовку WA 2000.
- Используется как основная винтовка Агента 47 из серии игр Hitman.
- Call of Duty: Modern Warfare 2, в компании «Неоконченные дела», с забавным смайликом на крышке окуляра оптического прицела.
- Винтовку можно получить при покупке у определённого НПС в игре «Stay Out».
- В мобильной игре Girls' Frontline[англ.] используется одной из тактических кукол андроидов (T-Doll).
- В аниме-сериале Fate/Zero WA 2000 использует Кирицугу Эмия.
- В компьютерной игре Call of Duty: Black Ops.
- Винтовку (Lebensauger .308) можно использовать в компьютерной игре Payday 2 при покупке DLC Gage Ninja Pack.
- Так же встречается в игре Alien Shooter 2 после прохождения одной из миссий.
- Присутствует в игре Сталкер Онлайн.
- В игре CrossFire можно приобрести данную винтовку за внутриигровые очки.
- В снайперском симуляторе Pro Shooter: Sniper данная винтовка является одной из самых точных и «престижных».
- В онлайн-игре «STALCRAFT» появляется как вооружение, получаемое в ходе бартера. Отличается несуществующим в реальности магазином на 15 патронов. (на данный момент убрана из бартера, но осталась в игре)
- В фильме Тайна личности Борна 1988г. , в конце первой серии, наблюдатель на башне, использовал винтовку WA 2000,которая стояла рядом с ним.Во второй серии, на тайной встрече на кладбище, предателем, из этой винтовки, был смертельно ранен, двумя выстрелами, Девид Эбботт наставник Борна.
- Фильм Эквилибриум, с помощью винтовки, боец отряда зачистки, отстреливал собак.
- В игре Combat Arms. Можно было получить за реальные деньги посредством покупки в магазине,или случайно получить из ящиков с оружием с небольшой вероятностью.